# Повстання Жмайла
Повстання Жмайла (1625) — козацько-селянське повстання в Україні під керівництвом Марка Жмайла проти шляхетського свавілля.

## Короткі відомості
Занепокоєний масовим покозаченням селянства після Хотинської війни 1620-1621 років, уряд Речі Посполитої у вересні 1625 року послав на Південну Київщину військо на чолі з польським гетьманом Станіславом Конецпольським. Урядове військо 1 жовтня підійшло до Канева. Козацька залога вийшла з міста й після бою з каральним загоном під Мошнами (нині село Черкаського району Черкаської області) відступила до Черкас.
Разом з місцевими козаками, канівські козаки відійшли до гирла річки Цибульника, де збиралися інші козацькі загони. Невдовзі сюди прибули з артилерією запорожці під керівництвом Марка Жмайла. З'єднавшись із козаками, Жмайло очолив повстанське військо.
15 жовтня відбувся запеклий бій. Повстанці завдали значних втрат ворогові, але під натиском переважаючих сил були змушені відступити до Курукового озера. Спроби розгромити тут козаків не мали успіху, і Конецьпольський був змушений почати перемовини, під час яких угодовська частина козацької старшини 5 листопада 1625 року скинула Жмайла з гетьманства і уклала з урядовим командуванням невигідний для козацтва Куруківський договір.

## Причини
- Посилення польською шляхтою національного гноблення
- Зростання соціальних суперечностей, утисків козацтва та селян польськими панами
- Релігійний наступ в Україні. Обмеження та утиски православної віри.